# عطیه احمد بلقاسی
عطیه احمد بلقاسی (عربی: عطية أحمد البلقاسي؛ زادهٔ ۲۲ ژانویهٔ ۱۹۸۴) بازیکن فوتبال اهل مصر است.
از باشگاه‌هایی که در آن بازی کرده‌است می‌توان به باشگاه فوتبال المپیک مصر و باشگاه ورزشی الاهلی مصر اشاره کرد.